# Marie-Célie Agnant
Marie-Célie Agnant (* 1953) ist eine aus Haiti stammende frankophone kanadische Schriftstellerin und mündliche Erzählerin.

## Leben und Schaffen
Marie-Célie Agnant wurde 1953 in Port-au-Prince, Haiti geboren. Sie war mehrere Jahre als Dolmetscherin und Übersetzerin tätig. 1970 emigrierte sie aus politischen Gründen nach Kanada. Dort arbeitete sie als Französischlehrerin, ehe sie zu schreiben begann.
Agnant schreibt Gedichte, Romane und Kinderbücher, die ins Englische, Niederländische, Italienische, Koreanische und Spanische übersetzt wurden. Ihre Texte umkreisen den Themenraum: Exil, Exklusion, bikulturelle Identitäten, Hybridität, Entfremdung und migrantische Erinnerung. Ihre Novelle Le Silence comme le sang (1997) stand auf der Shortlist zum Governor General’s Award for Fiction, La légende du poisson amoureux wurde 2007 in Belgien mit dem Prix Gros Sel Grands Enfants ausgezeichnet.

Agnant arbeitet zudem mit dem Bread and Puppet Theater (Vermont) zusammen.

## Werke (Auswahl)
Romane
- 1995 La Dot de Sara. Les Éditions du Remue-ménage, Montréal.
- 2001 Le Livre d’Emma. Les Éditions du Remue-ménage, Montréal.
- 2007 Un Alligator nommé Rosa. Les Éditions du Remue-ménage, Montréal.
- 2015 Femmes au temps des carnassiers. Les Éditions du Remue-ménage, Montréal.

Jugendromane
- 1999 Le Noël de Maïté. Hurtubise HMH, Montréal.
- 1999 Alexis d’Haïti. Hurtubise HMH, Montréal.
- 2000 Alexis, fils de Raphaël. Hurtubise HMH, Montréal.
- 2001 Vingt petits pas vers Maria. Hurtubise HMH, Montréal.

Novellen
- 1997 Le Silence comme le sang. Les Éditions du Remue-ménage, Montréal.

Märchen
- 2003 L’Oranger magique: conte d’Haïti. 400 Coups, Montréal (mit Illustration von Barroux).
- 2003 La Légende du poisson amoureux. Mémoire d’encrier, Montréal (mit Illustration von Tiga).
- 2008 La nuit du Tatou. 400 Coups, Montréal (mit Illustration von Veronica Tapia).

Gedichte
- 1994 Balafres. Éditions du Centre International de Documentation et d′Information Haïtienne, Caribéenne et Afro-Canadienne (CIDIHCA), Montréal.
- 2009 Et puis parfois quelquefois… Mémoire d’encrier, Montréal.

Beiträge in Zeitschriften und Anthologien
- 1998 „Poussière de légendes“ (Gedichte), in: LittéRéalité 10/1, S. 159–161.
- 2002 „Écrire en marge de la marge“, in: Marc Maufort und Franca Bellarsi (Hrsg.), Reconfigurations. Canadian Literatures and Postcolonial Identities/Littérature canadiennes et identités postcoloniales, PIE-Peter Lang: Brüssel 2002, S. 15–20.
- 2004 „Écrire pour tuer le vide du silence“, in: Canadian Woman Studies 23/2 (2004), S. 86–91.
- 2006 „Je suis de ce pays où l’herbe ne pousse plus…“, in: Marie-Célie Agnant, Théo Ananissoh, Abderrahman Beggar, Tanella Boni et al. (Hrsg.), Dernières nouvelles du colonialisme, Vents d’ailleurs: La Roque d’Anthéron 2006, S. 103–108, ISBN 2-911412-40-0.
- 2010 „Choix de poèmes“, in: Bruno Douce et al. (Hrsg.), Terres de femmes: 150 ans de poésie féminine en Haïti, Éditions Bruno Doucey: Paris 2010: S. 145–153, ISBN 978-2-3622-9008-4.
- 2013 „Sofialorène, si loin de la délivrance“, Relations 767, S. 30–31 (PDF, französisch).

## Preise (Auswahl)
- 1995 Finalistin beim Prix littéraire Desjardins mit La Dot de Sara
- 1997 Finalistin beim Governor General’s Award for Fiction mit Le Silence comme le sang
- 2007 Prix Gros Sel Grands Enfants für La légende du poisson amoureux
- 2014 Prix de Création en Prose der Société de développement des périodiques culturels für Sofialorène, si loin de la délivrance[1]